# Харр, Джонатан
Джонатан Харр (англ. Jonathan Harr) — американский писатель. Наиболее известен как автор романов «Гражданский иск» (англ. A Civil Action)  и «Потерянная картина: в поисках шедевра Караваджо» (англ. The Lost Painting: The Quest for a Caravaggio Masterpiece).

## Биография
Джонатан Харр родился в городе Белойт штата Висконсин, живёт и работает в городе Нортгемптон (Массачусетс). В прошлом был штатным сотрудником New England Monthly, писал для The New Yorker и воскресного приложения The New York Times (англ. The New York Times Magazine).

## Творчество
Роман «Гражданский иск» представляет собой судебно-экологическую драму о деле «Андерсен против Cryovac». Харр потратил девять лет на изучение обстоятельств дела и написание книги, которая была опубликована в 1995 году. Вскоре после публикации роман был номинирован на премию Национальной книжной ассоциации (англ. National Book Award) и получил награду Премия Национального круга книжных критиков. По роману был снят одноимённый фильм с Джоном Траволтой в главной роли  и с Робертом Дювалем в контророли адвоката Джерома Фэтчера.